# Ukrainische 6-Red-Snooker-Meisterschaft 2016
Die ukrainische 6-Red-Snooker-Meisterschaft 2016 war ein Snookerturnier in der Variante 6-Red-Snooker, das vom 11. bis 12. Juni 2016 im BK Bingo in der ukrainischen Hauptstadt Kiew stattfand.
Ukrainischer Meister wurde Wladyslaw Wyschnewskyj, der im Finale den Titelverteidiger Serhij Issajenko mit 4:1 besiegte. Den dritten Platz belegten Wiktor Myronjuk und Serhij Petrasch. Beste Frau war die 15-jährige Daryna Sirantschuk, die das entscheidende Vorrundenspiel gegen Oleh Bassenko verlor und auf den neunten Platz kam.

## Modus
Die 25 Teilnehmer traten zunächst im Doppel-K.-o.-System gegeneinander an. Ab dem Viertelfinale wurde im K.-o.-System gespielt.

## Vorrunde

### Hauptrunde
| Spiel | Spieler 1          | Ergebnis | Spieler 2             |
| ----- | ------------------ | -------- | --------------------- |
| 2     | Wassyl Pawlenko    | 03:03    | Oleksandr Radsiwill   |
| 3     | Witalij Iwaniw     | 13:13    | Oleh Bassenko         |
| 4     | Walerij Kowtun     | 32:32    | Wjatscheslaw Skworzow |
| 6     | Daryna Sirantschuk | 13:13    | Maksym Wojewodin      |
| 7     | Marija Butscharska | 13:13    | Iwan Makarskyj        |

| Spiel | Spieler 1           | Ergebnis | Spieler 2          |
| ----- | ------------------- | -------- | ------------------ |
| 10    | Oleksandr Kassjanow | 23:23    | Wolodymyr Sacharow |
| 11    | Wiktor Myronjuk     | 03:03    | Oleksij Taborowez  |
| 14    | Sajid Butschajew    | 03:03    | Andrij Duminskyj   |
| 15    | Nasar Beram         | 03:03    | Jewhen Skatschko   |

### 1. Gewinnerrunde
16 Spieler (9 Sieger der Hauptrunde und 7 Spieler, die in der Hauptrunde ein Freilos hatten)
| Spiel | Spieler 1          | Ergebnis | Spieler 2             |
| ----- | ------------------ | -------- | --------------------- |
| 17    | Serhij Petrasch    | 13:13    | Wassyl Pawlenko       |
| 18    | Witalij Iwaniw     | 13:13    | Wjatscheslaw Skworzow |
| 19    | Witalij Pazura     | 31:31    | Daryna Sirantschuk    |
| 20    | Marija Butscharska | 31:31    | Serhij Issajenko      |

| Spiel | Spieler 1          | Ergebnis | Spieler 2              |
| ----- | ------------------ | -------- | ---------------------- |
| 21    | Dmytro Ossypenko   | 30:30    | Oleksandr Kassjanow    |
| 22    | Wiktor Myronjuk    | 13:13    | Dschafar Schachi       |
| 23    | Oleksij Jermolenko | 23:23    | Sajid Butschajew       |
| 24    | Nasar Beram        | 30:30    | Wladyslaw Wyschnewskyj |

### 2. Gewinnerrunde
8 Spieler (Sieger der 1. Gewinnerrunde)
| Spiel | Spieler 1          | Ergebnis | Spieler 2        |
| ----- | ------------------ | -------- | ---------------- |
| 41    | Serhij Petrasch    | 23:23    | Witalij Iwaniw   |
| 42    | Daryna Sirantschuk | 30:30    | Serhij Issajenko |

| Spiel | Spieler 1           | Ergebnis | Spieler 2              |
| ----- | ------------------- | -------- | ---------------------- |
| 43    | Oleksandr Kassjanow | 32:32    | Wiktor Myronjuk        |
| 44    | Oleksij Jermolenko  | 31:31    | Wladyslaw Wyschnewskyj |

### 1. Verliererrunde
2 Spieler (Verlierer der Hauptrunde)
| Spiel | Spieler 1     | Ergebnis | Spieler 2      |
| ----- | ------------- | -------- | -------------- |
| 26    | Oleh Bassenko | 13:13    | Walerij Kowtun |

### 2. Verliererrunde
16 Spieler (1 Sieger der 1. Verliererrunde und 7 Verlierer der Hauptrunde gegen 8 Verlierer der Gewinnerrunde)
| Spiel | Spieler 1           | Ergebnis | Spieler 2        |
| ----- | ------------------- | -------- | ---------------- |
| 33    | Oleksandr Radsiwill | kl.      | Nasar Beram      |
| 34    | Oleh Bassenko       | 13:13    | Sajid Butschajew |
| 35    | Maksym Wojewodin    | 23:23    | Dschafar Schachi |
| 36    | Iwan Makarskyj      | kl.      | Dmytro Ossypenko |

| Spiel | Spieler 1          | Ergebnis | Spieler 2             |
| ----- | ------------------ | -------- | --------------------- |
| 37    | Wolodymyr Sacharow | 23:23    | Marija Butscharska    |
| 38    | Oleksij Taborowez  | 30:30    | Witalij Pazura        |
| 39    | Andrij Duminskyj   | kl.      | Wjatscheslaw Skworzow |
| 40    | Jewhen Skatschko   | 30:30    | Wassyl Pawlenko       |

### 3. Verliererrunde
8 Spieler (Sieger der 2. Verliererrunde)
| Spiel | Spieler 1        | Ergebnis | Spieler 2      |
| ----- | ---------------- | -------- | -------------- |
| 45    | Nasar Beram      | 31:31    | Oleh Bassenko  |
| 46    | Maksym Wojewodin | 30:30    | Iwan Makarskyj |

| Spiel | Spieler 1             | Ergebnis | Spieler 2       |
| ----- | --------------------- | -------- | --------------- |
| 47    | Wolodymyr Sacharow    | 32:32    | Witalij Pazura  |
| 48    | Wjatscheslaw Skworzow | 03:03    | Wassyl Pawlenko |

### 4. Verliererrunde
8 Spieler (Sieger der 3. Verliererrunde gegen Verlierer der 2. Gewinnerrunde)
| Spiel | Spieler 1      | Ergebnis | Spieler 2          |
| ----- | -------------- | -------- | ------------------ |
| 49    | Oleh Bassenko  | 03:03    | Daryna Sirantschuk |
| 50    | Iwan Makarskyj | 31:31    | Witalij Iwaniw     |

| Spiel | Spieler 1             | Ergebnis | Spieler 2           |
| ----- | --------------------- | -------- | ------------------- |
| 51    | Witalij Pazura        | kl.      | Oleksij Jermolenko  |
| 52    | Wjatscheslaw Skworzow | 31:31    | Oleksandr Kassjanow |

## Finalrunde
|  | Viertelfinale          | Viertelfinale          |                  |   | Halbfinale | Halbfinale |  |  | Finale | Finale |
|  |                        |                        |                  |   |            |            |  |  |        |        |
|  | Serhij Petrasch        | 4                      |                  |   |            |            |  |  |        |        |
|  | Oleksandr Kassjanow    | 1                      |                  |   |            |            |  |  |        |        |
|  | Oleksandr Kassjanow    | 1                      | Serhij Petrasch  | 2 |            |            |  |  |        |        |
|  |                        |                        | Serhij Petrasch  | 2 |            |            |  |  |        |        |
|  |                        | Serhij Issajenko       | 4                |   |            |            |  |  |        |        |
|  | Serhij Issajenko       | Serhij Issajenko       | 4                | 4 |            |            |  |  |        |        |
|  | Serhij Issajenko       |                        |                  | 4 |            |            |  |  |        |        |
|  | Oleksij Jermolenko     | 0                      |                  |   |            |            |  |  |        |        |
|  |                        |                        | Serhij Issajenko | 1 |            |            |  |  |        |        |
|  |                        | Wladyslaw Wyschnewskyj | 4                |   |            |            |  |  |        |        |
|  | Wiktor Myronjuk        | 4                      |                  |   |            |            |  |  |        |        |
|  | Oleh Bassenko          | 3                      |                  |   |            |            |  |  |        |        |
|  | Oleh Bassenko          | 3                      | Wiktor Myronjuk  | 2 |            |            |  |  |        |        |
|  |                        |                        | Wiktor Myronjuk  | 2 |            |            |  |  |        |        |
|  |                        | Wladyslaw Wyschnewskyj | 4                |   |            |            |  |  |        |        |
|  | Wladyslaw Wyschnewskyj | Wladyslaw Wyschnewskyj | 4                | 4 |            |            |  |  |        |        |
|  | Wladyslaw Wyschnewskyj |                        |                  | 4 |            |            |  |  |        |        |
|  | Witalij Iwaniw         | 2                      |                  |   |            |            |  |  |        |        |

## Finale
| Finale: Best of 4 Frames BK Bingo, Kiew, Ukraine, 12. Juni 2016 |                |                        |
| Serhij Issajenko                                                | 1:4            | Wladyslaw Wyschnewskyj |
| 27:30, 0:44, 34:21, 8:40, 24:28                                 |                |                        |
| –                                                               | Höchstes Break | –                      |
| –                                                               | Century-Breaks | –                      |
| –                                                               | 50+-Breaks     | –                      |